# 2006-os labdarúgó-világbajnokság (döntő)
A 2006-os labdarúgó-világbajnokság döntőjét, 2006. július 9-én 20:00 órától játszották a Berlini Olympiastadionban. Amelyik csapat megnyerte a mérkőzést, az egyben a világbajnokság győztese lett. Ez a csapat volt a 2010-es, dél-afrikai világbajnokság címvédője. A világbajnoki cím Olaszország és Franciaország között dőlt el. A csapatok még a hosszabbításban sem döntötték el a meccs kimenetelét, az eredmény akkor 1–1 volt. A mérkőzés a büntetőpárbajban dőlt el, ahol 5–3 lett az eredmény Olaszországnak, így a meccs végén ők ünnepelhettek a kupával. Zinédine Zidane piros lappal és egy góllal fejezte be pályafutásának utolsó összecsapását.

## Labda

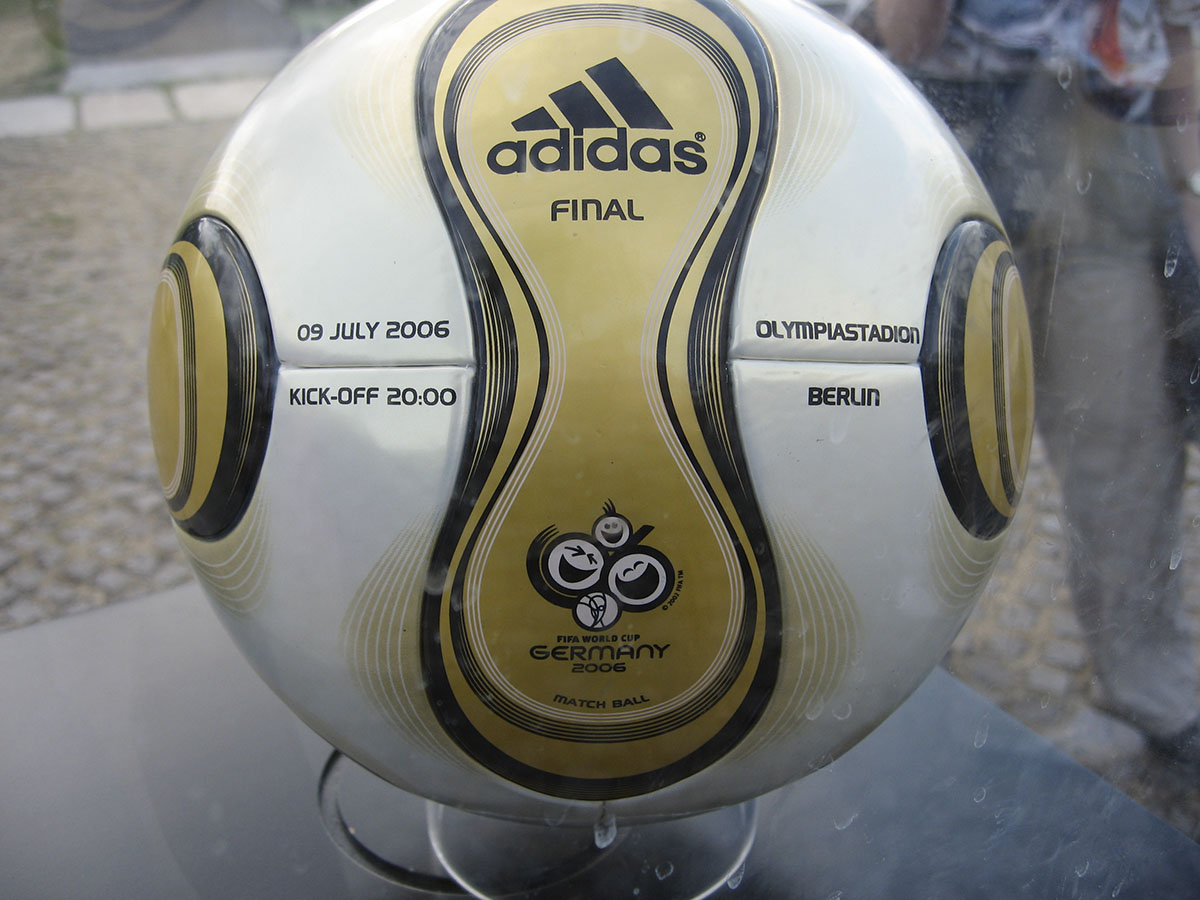
A döntőben használt aranyszínű Teamgeist labda

A döntőn a Teamgeist Germany helyett egy másik, külön erre a meccsre tervezett labdával játszottak, melynek a neve: Teamgeist Germany Final. Ez a labda az előzőhöz képest arany színében tért el.

## Történelmi érdekességek
1978 óta ez volt az első olyan világbajnoki döntő, amelyen sem Németország (NSZK), sem pedig Brazília nem vett részt. A világbajnokságok történetében másodszor fordult elő, hogy büntetőpárbajjal dőlt el a világbajnoki cím sorsa. Korábban 1994-ben egy gól nélküli mérkőzést követően Brazília éppen Olaszország ellen nyert tizenegyesekkel a világbajnokság döntőjében.
1982 óta ez volt az első olyan döntő, amelyen a két részt vevő csapat európai volt. Az 1982-es vb döntőjében Olaszország nyert az NSZK ellen, ekkor szerezték az olaszok a harmadik vb-címüket.

## Út a döntőig

### Olaszország
Olaszország, az európai selejtező 5. csoportjába sorsolták, Norvégia, Skócia, Szlovénia, Fehéroroszország és Moldova mellé. A csapat 7 győzelmével, 2 döntetlenével és 1 vereségével, 23 szerzett ponttal csoportgyőztesként kvalifikálta magát a világbajnokság csoportkörébe, 2005 októberében.
A világbajnokság előtt Olaszország a FIFA-világranglistán a 13. volt. Előtte volt Dánia, Nigéria, Anglia, Argentína, Franciaország, Portugália, Spanyolország, az Egyesült Államok, Mexikó, Hollandia, Csehország és Brazília. A világbajnokságot megelőzően más volt a ranglista pontszámításának módja, a FIFA a vb után változtatott a számítás módján. A torna után az olaszok feljöttek a 2. helyre, az új számítási mód miatt jelentősen változott a világranglista.
A csoportkörben Ghána, Csehország és Egyesült államok mellé osztották be az E csoportba. Az első találkozón Ghánát kapták ellenfélként, kiket 2–0-ra győztek le. A második mérkőzésükön az amerikai csapat már nehezebb ellenfélnek bizonyult, mert ellenük csak egy döntetlent értek el. Így két meccs után egyáltalán nem volt biztos a továbbjutásuk, de a harmadik találkozójukon győztesként léptek elő Csehországgal szemben. Ezen a meccsen is két gólos előnnyel nyertek. A csoportkörben ezek után 7 ponttal, elsőként jutottak tovább az egyenes kieséses szakasz nyolcaddöntőjébe.
A negyeddöntőbe jutásért az F csoport második helyezettjével, Ausztráliával kellett mérkőzniük. Az ausztrálok 4 pontot szereztek a csoportjukban, a csoportelső Brazília a maximális 9-et. Nagyon szoros mérkőzés után már mindenki azt hihette, hogy hosszabbítás lesz. De nem így történt. A 90+5. percben Francesco Totti büntetőgóljával nyert Olaszország és továbbjutott a negyeddöntőbe.
A negyeddöntőben a Svájcot büntetőpárbajban 3–0-ra legyőző Ukrajnával játszottak, hogy kiderüljön, ki lesz az elődöntőben Németország ellenfele a döntőbe jutásért. A találkozó nagyon egyoldalú volt. Olaszország lesöpörte a pályáról ellenfelét, három góljával melyekből kettőt Luca Toni, egyet pedig Gianluca Zambortta lőtt. Ellenfelük egyszer sem tudta bevenni az olaszok kapuját. Ezzel Olaszország lett Németország ellenfele az elődöntőben.
Az elődöntőben, Németországgal kellett megmérkőzniük, a döntőbe jutásért. Olaszország hosszabbítás után, az utolsó percekben szerzett gólokkal 2–0-ra verte a házigazdát, előbb Fabio Grosso, majd Alessandro del Piero volt eredményes, de a csapat még nem tudhatta, hogy Franciaország vagy Portugália lesz az ellenfele a döntőben.
Olaszország az 1934-es, 1938-as, 1970-es, 1982-es és az 1994-es döntőjében szerepelt, ebből 3-at nyertek meg. Ez volt a 6. döntőjük és ez lehetett a 4. bajnoki címük.

### Franciaország
Franciaország a selejtezőben európai 4. csoportban szerepelt Svájc, Izrael, Írország, Ciprus és Feröer szigetek mellett. 5 győzelmével, 5 döntetlenével és 20 pontjával, elsőként jutott ki a világbajnokság csoportkörébe. Legnagyobb győzelmüket Ciprus ellen aratták, amikor 4–0-ra nyertek.
Franciaország a világbajnokság előtt a nyolcadik helyen állt a FIFA-világranglistán. A torna után, az új számítási móddal készített ranglistán a negyedik pozícióba került.
A csoportkörben, a G csoportban szerepeltek, Dél-Korea, Togo és Svájc mellett. A három meccsükből egyet megnyertek és kettőben pedig csak döntetlent értek el. Előbb Svájccal 0–0-s, majd Dél-Korea ellen 1–1-es eredményeket értek el. Egyedül csak Togot tudták megverni az utolsó mérkőzésükön, de őket két góllal. Három gólt szereztek, ebből kettőt Thierry Henry, egyet pedig Patrick Vieira lőtt, de ez elég volt a továbbjutáshoz.
A nyolcaddöntőben a H csoport győztesével, Spanyolországgal kellett megmérkőzniük a negyeddöntőbe jutásért. A franciák az egész egyenes kieséses szakaszban nehéz ellenfeleket kaptak, de ez még csak a kezdet volt nekik. Végül szoros meccs után, de Franciaország került ki győztesként, 3–1 lett a végeredmény. A három góljukból Franck Ribéry, Vieira és Zidane lőtt egyet-egyet. Az ellenféltől David Villa talált be egyszer, még a mérkőzés elején tizenegyesből. Így győzték le Spanyolországot már a nyolcaddöntőben.
A negyeddöntőben is nehéz ellenfelet kaptak, a világbajnokság címvédőjét, Brazíliát. Ez a mérkőzés még az előzőnél is szorosabb volt, itt viszont Franciaország már csak 1–0-ra tudott győzni. Az elődöntőbe jutást Henry-nak köszönhetik, aki az 57. percben döntötte el a meccset. Így Portugália lett az ellenfelük az elődöntőben.
Az elődöntőben Portugáliát kellett legyőzniük, hogy a döntőbe jussanak, megint egy nehéz akadály került az útjukba. Ez a mérkőzés is nagyon szoros volt, de itt is a franciák nyertek, és bejutottak a világbajnoki döntőbe, történetük során másodszor. A győztes találatot az összecsapáson Zidane szerezte a 33. percben egy 11-est követően. Mivel ez volt a második elődöntő, ezért az ellenfél már ismert volt. Korábban az 1998-as, franciaországi világbajnokságon jutottak a döntőbe, amit meg is nyertek.
A csapat az egész bajnokságban a selejtezőkkel együtt 23 gólt szerzett, ebből Henry 5-öt, Zidane 4-et, Djibrill Cissé 4-et, Vieira 2-t, Ludovic Giuly 2-t, Sylvain Wiltord 2-t, Ribéry 1-et, David Trézéguet 1-et, James Olsen 1-et és Vikash Dhorasoo 1-et.

### Eredmények
|  | Bővebben: E csoport |

|  | Bővebben: G csoport |

| Csapat           | M | Gy | D | V | Lg | G– | Gk | P |
| ---------------- | - | -- | - | - | -- | -- | -- | - |
| Olaszország      | 3 | 2  | 1 | 0 | 5  | 1  | +4 | 7 |
| Ghána            | 3 | 2  | 0 | 1 | 4  | 3  | +1 | 6 |
| Csehország       | 3 | 1  | 0 | 2 | 3  | 4  | -1 | 3 |
| Egyesült Államok | 3 | 0  | 1 | 2 | 2  | 6  | -4 | 1 |

| Csapat        | M | Gy | D | V | Lg | G– | Gk | P |
| ------------- | - | -- | - | - | -- | -- | -- | - |
| Svájc         | 3 | 2  | 1 | 0 | 4  | 0  | +4 | 7 |
| Franciaország | 3 | 1  | 2 | 0 | 3  | 1  | +2 | 5 |
| Dél-Korea     | 2 | 1  | 1 | 0 | 3  | 4  | -1 | 4 |
| Togo          | 3 | 0  | 0 | 3 | 1  | 6  | -5 | 0 |

## A mérkőzés
Két találat született az első 20 percben. Zinédine Zidane lőtt gólt először a hetedik percben egy tizenegyesből, ami úgy tűnt, hogy az alsó sarokba megy, de a labda végül a keresztlécről pattant be, és így szereztek előnyt a franciák. Aztán Marco Materazzi egyenlített a tizenkilencedik percben, Andrea Pirlo egyik szöglete után. Bármelyik csapat változtathatott volna az eredményen és nyerhette volna meg a találkozót: Luca Toni lőtt egy keresztlécet a harmincötödik percben, Olaszországtól. Később, miután Florent Malouda az ötvenharmadik percben kiugrott a védők közül és még lesen se volt, Gianluca Zambrotta szabálytalankodott, hogy megússzák a biztos gólt. Szerencséjükre a bíró nem adott meg egy esetleges büntetőt. 90 perc játék után az eredmény 1–1 maradt, így 2x15 perces hosszabbítást következett.
A hosszabbításban az olasz kapus, Gianluigi Buffon Zidane fejesét hárította, pedig a labda a pipa fele szállt. Ez volt a mérkőzés legnagyobb védése. A hosszabbításban sem dőlt el a meccs kimenetele. Ekkor jött a büntetőpárbaj, amelyben az olaszok 5–3-ra nyertek, így világbajnokok lettek 2006-ban, történetük során negyedszer.
| 2006. július 9. 20:00 |

| Olaszország                               | 1–1 (h. u.)                 | Franciaország                   |
| ----------------------------------------- | --------------------------- | ------------------------------- |
| Materazzi 19'                             | (1–1, 1–1, 1–1) Jegyzőkönyv | Zidane 7' (11-esből)            |
| Büntetőpárbaj                             |                             |                                 |
| Pirlo Materazzi De Rossi Del Piero Grosso | 5–3                         | Wiltord Trézéguet Abidal Sagnol |

| Olympiastadion, Berlin Nézőszám: 69 000 Játékvezető: Horacio Elizondo (argentin) Asszisztensek: Dario García, Rodolfo Otero (argentinok) |

| Olaszország | Franciaország |

| OLASZORSZÁG:         |    |                       |     |     |
|                      |    |                       |     |     |
| K                    | 1  | Gianluigi Buffon      |     |     |
| V                    | 19 | Gianluca Zambrotta    | 5'  |     |
| V                    | 5  | Fabio Cannavaro (csk) |     |     |
| V                    | 23 | Marco Materazzi       | 19' |     |
| V                    | 3  | Fabio Grosso          |     |     |
| KP                   | 8  | Gennaro Gattuso       |     |     |
| KP                   | 21 | Andrea Pirlo          |     |     |
| KP                   | 16 | Mauro Camoranesi      |     | 86' |
| KP                   | 20 | Simone Perrotta       |     | 61' |
| CS                   | 10 | Francesco Totti       |     | 61' |
| CS                   | 9  | Luca Toni             |     |     |
| Cserék:              |    |                       |     |     |
| KP                   | 4  | Daniele de Rossi      |     | 61' |
| CS                   | 15 | Vincenzo Iaquinta     |     | 61' |
| CS                   | 7  | Alessandro del Piero  |     | 86' |
| Szövetségi kapitány: |    |                       |     |     |
| Marcello Lippi       |    |                       |     |     |

| FRANCIAORSZÁG        |    |                       |                    |      |
|                      |    |                       |                    |      |
| K                    | 16 | Fabien Barthez        |                    |      |
| V                    | 19 | Willy Sagnol          | 12'                |      |
| V                    | 15 | Lilian Thuram         |                    |      |
| V                    | 5  | William Gallas        |                    |      |
| V                    | 3  | Éric Abidal           |                    |      |
| KP                   | 4  | Patrick Vieira        |                    | 56'  |
| KP                   | 6  | Claude Makélélé       | 76'                |      |
| KP                   | 22 | Franck Ribéry         |                    | 100' |
| KP                   | 10 | Zinédine Zidane (csk) | 7' (11-esből) 110′ |      |
| KP                   | 7  | Florent Malouda       | 111'               |      |
| CS                   | 12 | Thierry Henry         |                    | 107' |
| Cserék:              |    |                       |                    |      |
| KP                   | 18 | Alou Diarra           |                    | 56'  |
| CS                   | 20 | David Trézéguet       |                    | 100' |
| CS                   | 11 | Sylvain Wiltord       |                    | 107' |
| Szövetségi kapitány: |    |                       |                    |      |
| Raymond Domenech     |    |                       |                    |      |

| A mérkőzés játékosa: Alessandro del Piero Negyedik játékvezető: Luis Medina Cantalejo |

| A 2006-os labdarúgó-világbajnokság győztese |
| ------------------------------------------- |
| OLASZORSZÁG 4. cím                          |

## Statisztikák
|                  | Olaszország | Franciaország |
| ---------------- | ----------- | ------------- |
| Gólok            | 1           | 1             |
| Kapura lövések   | 10          | 17            |
| Pontos lövések   | 3           | 6             |
| Lövéspontosság   | 30%         | 35%           |
| Labdabirtoklás   | 55%         | 45%           |
| Szögletek        | 5           | 7             |
| Leshelyzetek     | 17          | 24            |
| Figyelmeztetések | 4           | 2             |
| Sárga lapok      | 1           | 3             |
| Piros lapok      | 0           | 1             |